# 클라이드 드렉슬러
클라이드 오스틴 드렉슬러(영어: Clyde Austin Drexler, 1962년 6월 22일 ~ )는 미국의 은퇴한 농구 선수이며, 현역 시절 포지션은 슈팅 가드와 스몰 포워드이다. NBA 10회의 올스타로 선정되고 농구 명예의 전당에 헌액된 그를 1996년으로 봐서 위대한 농구 선수 50인중의 하나로 선정하였다. 1992년 바르셀로나 올림픽에서 드림 팀의 일원으로 금메달을 획득하고, 1995년 휴스턴 로키츠와 함께 우승을 맛보았다. 현재 3on3 리그인 BIG3 커미셔너이다.

## 어린 시절
루이지애나주 뉴올리언스에서 태어난 드렉슬러는 휴스턴의 사우스 파크 지역에서 살면서 로스 스털링 고등학교에서 수학하였으며, 테니스 선수 지나 개리슨의 동창생이었다. 2학년 때 야구부 내야수로 활동하기도 했지만, 농구에 전념하면서 곧 그만두게 되었다. 자신의 주니어 해때까지 농구 팀을 위해 시도하지 않고 컨디션의 부족으로 인하여 예선 경기 도중에 즉시 단축되었다. 4학년 때 키가 6 피트 6 인치로 센터로서 활약하였고, 1979년 크리스마스 토너먼트 샤프스타운 고등학교와의 경기에서 34 득점과 27 리바운드를 기록하면서 대학 코치들로부터 관심을 받기 시작하였다.
1980년 졸업 후에 뉴멕시코 주립 대학교, 텍사스 공과 대학, 휴스턴 대학교에 의하여 신입생으로 받아졌으며, 어린 시절의 친구 마이클 영이 총감독 가이 V. 루이스의 보조에게 고교 시절에 드렉슬러가 최고 선수였다고 말하였다. 휴스턴 대학교는 드렉슬러와 영의 우정과 그의 고향에 머물겠다는 욕망으로 둘을 받아들일 수 있었다. 농구에 추가로 그는 재정을 전공하면서 여름 동안 은행에서 일하였다.

## 피 슬래마 재마

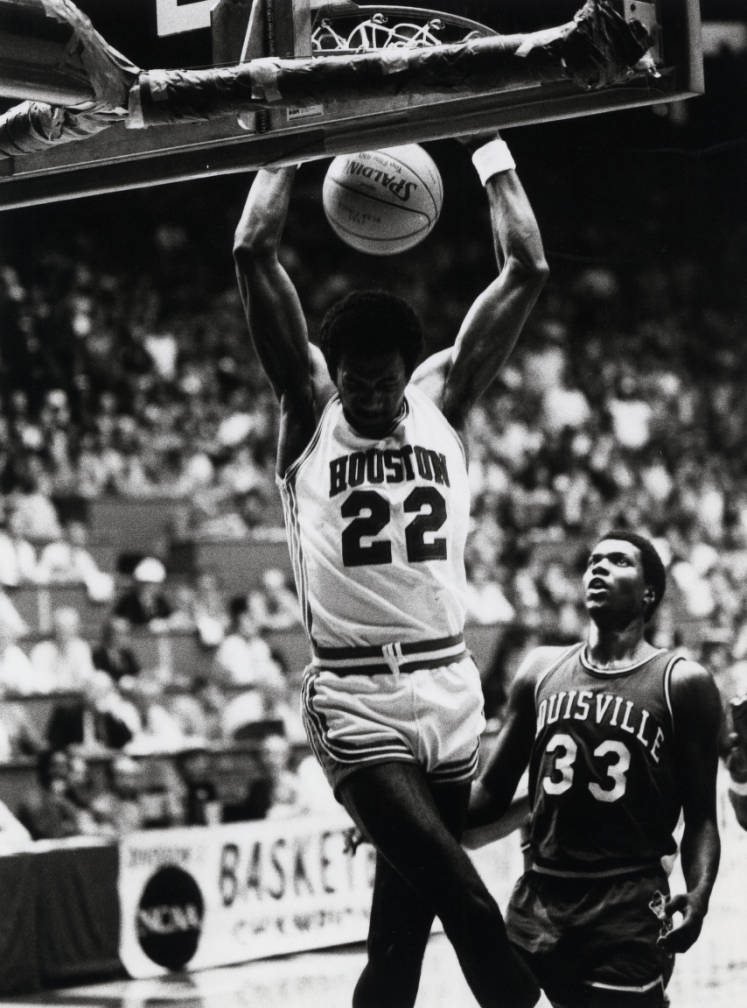
휴스턴 대학교 선수 시절의 드렉슬러

드렉슬러와 영은 래리 미쇼와 하킴 올라주원과 더불어 곡예적이고 가장자리 위의 활약으로 국내적 주위를 얻은 농구 단체 "피 슬래마 재마(Phi Slama Jama)"를 이루었다. 새로운 선수들은 드렉슬러가 절반의 코트에서 몰고 도끼같은 슬램을 던지면서 바스켓 아래에 서면서 단체에 가입되었다. 1982년 휴스턴은 파이널 포에서 드렉슬러의 2개의 연속적 출연의 처음을 이루어 노스캐롤라이나 대학교에게 패하였다. 휴스턴이 25 대 8로 마치면서 그는 스몰 포워드로 한 경기에 15.2 득점과 10.5 리바운드를 평균하였다.
1982~83 캠페인은 휴스턴이 파이널 포에 1위를 매기는 데 돌아온 것을 보았다. 그들은 2등의 루이빌을 상대로 매치를 가지고 준결승전에서 94 대 81로 승리하였다. 드렉슬러는 21점, 7개의 리바운드와 기록 했지만, 노스캐롤라이나 주립 대학교를 상대로 가진 선수권 대회에서 하프 타임 전에만 4개의 파울을 범해 영향력을 이루는 데 실패하였고 5분의 1 슈팅에서 4점 밖에 득점하지 못하였다.
주니어로서 NBA 드래프트를 위한 선언을 하고, 14.4 득점, 3.3 도움, 9.9 리바운드의 경력 평균과 휴스턴 대학교를 떠났다. 마지막 시즌에 "올해의 남서부 결승 선수"와 올 아메리칸 퍼스트 팀에 선정되었다.

## NBA 경력

### 포틀랜드 트레일블레이저스 (1983년 ~ 95년)
드렉슬러는 1983년 NBA 드래프트의 1 라운드, 14위에서 포틀랜드 트레일블레이저스에 의하여 선택되었다. 그는 자신이 선택되기 전에 랠프 샘슨과 로드니 맥크레이를 선택한 휴스턴 로키츠에 의한 NBA 드래프트를 넘었다. 동료 선수들 테리 포터, 제롬 커시, 벅 윌리엄스, 케빈 덕워스와 클리퍼드 로빈슨과 함께 드렉슬러는 트레일블레이저스를 1990년 디트로이트 피스턴스와 NBA 결승전에서, 1992년 시카고 불스를 상대로 맞붙는 경기들에 이끌었다. 그의 1990~91 시즌에 트레일블레이저스는 플레이오프를 향하는 우승 후보였으며 NBA에서 최고 기록과 함께 시즌을 마치고, 2개의 정규 시즌에서 마이클 조던이 이끄는 불스를 능가하였다. 트레일블레이저스는 정규 시즌에 로스앤젤레스 레이커스를 3개의 경기에서 2번이나 꺾었으나, 서부 결승 경기에서 떨어지고 말았다.
1992년 드렉슬러는 "드림 팀"이란 별명을 가진 미국 올림픽 농구 팀에 선택되어 금메달을 획득하였다. 1991~92 시즌에 그는 MVP 투표에서 조던에 밀려 2위를 하였다. 같은 시즌에 그는 결승전에서 조던의 불스를 만났으며, 조던과 불스가 2연속 우승을 차지하고 말았다. 불스를 상대로 하는 6개의 경기에서 드렉슬러는 한 경기에 24.8의 득점, 7.8 리바운드, 5.3 도움을 평균하였다.

### 휴스턴 로키츠 (1995년 ~ 98년)
1995년 2월 14일 트레일블레이저스가 챔피언십을 위한 심각한 논쟁의 밖으로 나가면서 포틀랜드는 경쟁자로서 이적되는 데 드렉슬러의 요청을 명예롭게 생각하여 미드 시즌에 오티스 소프의 교환을 위하여 그를 휴스턴 로키츠로 돌려보냈다. 47승 35패의 기록과 함께 로키츠가 서부 결승 경기에서 8개의 플레이오프 팀들 중에 6위를 함에 불구하고, 드렉슬러와 오랜 친구 하킴 올라주원은 1995년에 일어날 듯하지 않은 2번째 연속적 챔피언십에 추진하여 올랜도 매직을 휩쓸었다. 자신의 3번째 NBA 결승전 출연에서 그는 한 경기에 21.5 득점, 9.5 리바운드, 6.8 도움을 평균하였다.
2009년 2월 13일 드렉슬러는 NBA 올스타 주말의 명성 경기에 참가하였다.

## 대학 팀 감독 경력
1997~98 시즌 후 NBA에서 은퇴한 드렉슬러는 1998~99 시즌부터 1999~2000 시즌까지 쿠가즈의 감독을 맡았다. 자신의 2개 시즌에서 19승 37패를 기록하고 감독직을 사임하였다.

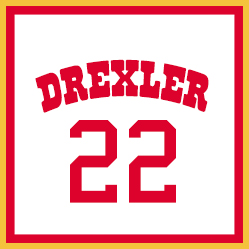
휴스턴 로키츠에 의하여 영구 결번된 드렉슬러의 등번호 22

## 명예와 찬사
드렉슬러의 등번호 22번 저지는 휴스턴 대학교, 트레일블레이저스, 로키츠에 의하여 영구 결번되었다. 2004년 9월 10일 미국 농구 명예의 전당에 헌액되었다.
포틀랜드 트리뷴의 스포츠 기자 케니 에거스, 휴스턴 대학교 동창생이자 CBS 스포츠 방송자 짐 낸츠와 함께 자신의 저서 《클라이드 더 글라이드》 (2004)를 함께 저술하였다.